# Општина Черашу (Прахова)
Черашу (рум. Ceraşu) општина је у Румунији у округу Прахова.
Oпштина се налази на надморској висини од 599 m.